# طاهر (اسم)
طاهرطاهر هو اسم علم مذكر من أصل عربي، ومعناه هو بصيغة اسم الفاعل النقي ضد النجس، المنزه عن كل عيب المغتسل بالماء.

## شخصيات تحمل الاسم
- طاهر ألجي (1966 – 28 نوفمبر 2015)
- طاهر التمسماني (ملاكم مغربي، 10 سبتمبر 1980 – )
- طاهر القادري (19 فبراير 1951 – )
- طاهر بن الحسين (776 – 822)
- طاهر حبيب الله يف (لاعب جودو روسي، 24 يوليو 1984 – )
- طاهر رحيم (ممثل فرنسي، 4 يوليو 1981[3][4] – )
- طاهر ريالي كاهن (سياسي صومالي، 12 مارس 1952 – )
- طاهر صلاهوف (فنان أذربيجاني، 29 نوفمبر 1928[5] – 1960[6])
- طاهر يحيى (سياسي عراقي، 1913 – 1986)
- طاهر يولداشيف (2 أكتوبر 1967 – 27 أغسطس 2009)

## وصلات خارجية
- موسوعة السلطان قابوس لأسماء العرب نسخة محفوظة 5 أبريل 2019 على موقع واي باك مشين.